# 张伟 (少将)
张伟，中国人民解放军空军少将。

## 生平
曾任中国人民解放军军事交通学院院长，后升任中国人民解放军总后勤部军交运输部部长、交通战备办公室主任。2010年，担任中国人民解放军空军装备部副部长。